# سیف‌الله
سیف‌الله نامی مردانه با ریشه عربی به معنی شمشیر خدا است که می‌تواند به موارد زیر اشاره داشته‌باشد:
- سیف‌الله داد
- سیف‌الله صمدیان
- سیف‌الله جشن‌ساز
- سیف‌الله میرزا
- سیف‌الله کامبخش‌فرد
- سیف‌الله رنجبر دائمی
- سیف‌الله وحید دستجردی
- سیف‌الله یزدانی
- سیف‌الله غیاثوند
- سیف‌الله عبدالکریمی
- سیف‌الله معظمی
- سیف‌الله دهکردی
- سیف‌الله لوئیس حکیمی